# Paulerspury
Paulerspury är en ort och civil parish i Storbritannien.   Den ligger i grevskapet Northamptonshire i riksdelen England, i den södra delen av landet, 90 km nordväst om huvudstaden London. Paulerspury ligger 123 meter över havet och antalet invånare är 991.
Terrängen runt Paulerspury är platt. Runt Paulerspury är det ganska tätbefolkat, med 160 invånare per kvadratkilometer. Närmaste större samhälle är Northampton, 17,0 km norr om Paulerspury. Trakten runt Paulerspury består till största delen av jordbruksmark.